# Félix Sardá y Salvany
Félix Sardà y Salvany, né à Sabadell dans la banlieue de Barcelone le 21 mai 1841 et mort dans la même ville le 2 janvier 1916 est un prêtre catholique espagnol connu comme étant une figure de proue de la lutte contre le libéralisme.
Son œuvre la plus connue est Le libéralisme est un péché publiée en 1884 et rééditée plusieurs fois. Le livre reçut l'approbation de la Sacrée Congrégation de l'Index le 10 janvier 1887. De son vivant, il fit don de sa maison afin d'y établir un asile pour personnes âgées.

## Œuvres
- Le libéralisme est un péché, 1884, réédité en 2013 aux Editions du Sel.